# La Vie Electronique 13
La Vie Electronique 13 (LVE13) is een muziekalbum van Klaus Schulze, dat in 2013 voor de eerste keer als aparte set werd uitgegeven. Het bevat uitsluitend studio-opnamen.
Schulze had in de jaren 70 zoveel inspiratie dat hij lang niet al zijn muziek kwijt kon in de reguliere uitgaven die toen via Virgin Records uitkwamen. Daarbij is zijn stijl in de afgelopen decennia nauwelijks gewijzigd, alhoewel de albums met zangeres Lisa Gerrard, die rond 2008 verschenen, een donkerder geluid laten horen. LVE13 keert terug naar de periode 1993-1994. Delen van de opnamen van LVE13 waren eerder uitgegeven in de Jubilee Edition en The Ultimate Collection die in de jaren 90 verschenen, maar inmiddels uitverkocht zijn.

## Musici
- Klaus Schulze – synthesizers, elektronica

## Muziek
| Nr. | Titel                                                        | Duur |
| --- | ------------------------------------------------------------ | ---- |
| 1.  | Machine de plaisir (The machinery of night)                  | 5:40 |
| 2.  | Machine de plaisir (Träume ich?)                             | 2:50 |
| 3.  | Machine de plaisir (Leaves of grass)                         | 3:48 |
| 4.  | Machine de plaisir (Peyote poem)                             | 2:51 |
| 5.  | Machine de plaisir (No funky blues)                          | 7:07 |
| 6.  | Machine de plaisir (Verblüffung des Volkes)                  | 8:34 |
| 7.  | Machine de plaisir (La carillon)                             | 8:28 |
| 8.  | Machine de plaisir (Hellenistische Mechanik)                 | 8:32 |
| 9.  | Machine de plaisir (Das Ende der Nashörner)                  | 8:33 |
| 10. | Machine de plaisir (Don’t be afraid, the clown’s afraid too) | 8:32 |
| 11. | Machine de plaisir (Die ehrwürdige Flüssigkeit)              | 6:30 |
| 12. | Machine de plaisir (The answer?)                             | 7:07 |

Deze lange track is een vervolg op The music box van La Vie Electronique 12; de werktitel was dan ook Meditation 2.

| Nr. | Titel                                           | Duur  |
| --- | ----------------------------------------------- | ----- |
| 1.  | Tages des offenen Denkmals                      | 0:30  |
| 2.  | Himmel und Erde (remix)                         | 7:07  |
| 3.  | Vas insigne electionis                          | 9:47  |
| 4.  | Arthur Stanley Jefferson (A perfect day)        | 5:43  |
| 5.  | Arthur Stanley Jefferson (Double whoopee)       | 4:22  |
| 6.  | Arthur Stanley Jefferson (Rouge song)           | 2:06  |
| 7.  | Arthur Stanley Jefferson (Beau hunks)           | 2:07  |
| 8.  | Arthur Stanley Jefferson (Oliver Norvell H.)    | 6:45  |
| 9.  | Arthur Stanley Jefferson (Sons of the desert)   | 16:52 |
| 10. | Arthur Stanley Jefferson (Big business)         | 4:10  |
| 11. | Arthur Stanley Jefferson (Call of the cuckoo)   | 4:13  |
| 12. | Arthur Stanley Jefferson (God bless all clowns) | 10:38 |

Track 1 behoort bij een tv-trailer van European Heritage Day.

| Nr. | Titel                                               | Duur  |
| --- | --------------------------------------------------- | ----- |
| 1.  | Borrowed time (Schöne Seelen, kühne Flügel)         | 5:42  |
| 2.  | Borrowed time (Die staunenden Barbaren)             | 13:37 |
| 3.  | Borrowed time (An des Jahrhunderts Neige, part 1)   | 9:41  |
| 4.  | Borrowed time (Castafiori)                          | 1:05  |
| 5.  | Borrowed time (Hätt ich Schwingen, hätt ich Flügel) | 7:44  |
| 6.  | Borrowed time (Die Gunst des Augenblicks)           | 11:10 |
| 7.  | Borrowed time (An des Jahrhunderts Neige, part 2)   | 3:47  |
| 8.  | Borrowed time (Der Liebe Geheimnis)                 | 20:28 |
| 9.  | Borrowed time (An dres Jahrhunderts Neige, part 3)  | 3:58  |

Origineel bedoeld voor de film Living on Borrowed Time, waarin slechts enkele stukjes te horen zijn. Schulde was gesommeerd korte stukjes te leveren, maar eenmaal bezig liep het uit de hand.